# Mordom
Mordom ist eine 2017 als Mortis Memoriam gegründete Death-Doom-Band.

## Geschichte
Mordom wurden 2017 in San Diego von dem Gitarristen, Bassisten und Sänger Max Hoffman und dem Schlagzeuger Nathan Gonzalez gegründet. Die Band wurde nach Gonzales Ausstieg um den Bassisten Dan Rot und den Schlagzeuger Kian Abulhosn ergänzt. Beide blieben zu den Aufnahmen, jedoch nicht langfristig Teil des Projektes. Obwohl Gonzalez nicht auf dem 2020 von Transylvanian Recordings veröffentlichten Demoband der Band, Eternal Solitude, spielte, bat Hoffman ihn, den Entstehungsprozess des 2021 ebenfalls über Transylvanian Recordings veröffentlichten Debüts Cry of the Dying World zu begleiten. Gemeinsam überarbeiteten die beiden den Klang der Band. Insbesondere strebte das Duo danach, Metal zu kreieren, der gleichzeitig düster, vernichtend und emotional bewegend, das Leben in einer Welt ausdrückt, die von Hass, Gier und Klimawandel zerrissen erscheint. Cry Of The Dying World wurde von Ethan Camp aufgenommen, gemischt und produziert und von Adam Gonsalves gemastert. Das Cover-Bild stammt von Caue Piloto.
Das Album erfuhr international positive Resonanz. Als „großartiges Album“ und gelungene Verkörperung des Elends der Hoffnungslosigkeit und Trostlosigkeit einer Drogensucht wurde es von Jonathan  Shaw für das Webzine Earsplit gelobt. Adem Tepedelen vom Decibel beschrieb das Album als ideal, um sich in eine düstere Stimmung zu versetzen. Alex von Metalreviews benennt diese Stimmung als „verwirrt, ängstlich, klaustrophobisch, mit kurzen Augenblicken der Hoffnung die schließlich doch in der scheußlichen Umgebung verlöschen.“ Entsprechend wird die Musik als „eine gerechte Wut“ die sich „mit erschütternder Kraft“ dem Nachgeben gegenüber der Abscheulichkeit der Welt und „Ekel, Verlassenheit und Schmerz“ gelobt. Damit sei Mordom ein Album gelungen, das „die wahre Natur düsteren Metals durch kraftvolle Instrumentierung und Gesang“ aufzeigt.

## Stil
Mordom spielt einen von Post-Rock, Crust Punk und Sludge beeinflussten Death Doom. Während das Gros der Interpreten des Genres Schichten heruntergestimmter Gitarrenspuren arrangiert, um das erforderliche Maß an Furcht und Härte zu erreichen, nutzt Mordom einfache und minimalistische Arrangements aus E-Bass, gutturalem Gesang und Schlagzeug. Trotz der Dominanz dieser Instrumentierung nutzt die Band eine musikalische Dynamik zwischen unterschiedlichen Stilideen und musikalische und instrumentale Elemente wie Flüstern, Sprechen, akustische Gitarren und Gitarrenriffs.

„Combining the leaden misery of funeral doom, the hideous unconventional songwriting of death metal and the monomaniacal disgust of black metal, Mordom prove themselves to be preternaturally gifted at transmuting their darkest moods into monstrous moments of crushing sonic majesty.“

„Durch das Vereinen des bleischweren Elends des Funeral Doom, des abscheulich und unkonventionellen Songwritings des Death Metal und des monomanischen Ekels des Black Metal erweist sich Mordom als ausgesprochen begabt darin, in monströse Momenten dunkelsten Stimmungen etwas erdrückend Majestätisches zu verleihen.“

## Diskografie
- 2020: Eternal Solitude (Demo, Transylvanian Recordings)
- 2021: Cry of the Dying World (Album, Transylvanian Recordings)